# Farizandi
Le farizandi est un dialecte iranien parlé en Iran, dans le village de Farizand situé à 25 kilomètres environ de la ville de Natanz, dans la province d'Ispahan.

## Classification
Le farizandi est un des dialectes de l'Iran central qui font partie des langues iraniennes du Nord-Ouest.
Bien que les habitants de Farizand se qualifiaient, au début du XXe siècle, de Natanzis, le dialecte de ce village est différent de celui de Natanz.

## Sources
- (fr) Christensen, A., Contributions à la dialectologie iranienne. Dialecte guiläki de Recht, dialectes de Färizänd, de Yaran et de Natanz, Det Kgl. Danske Videnskabernes Selskab. Historisk-filologiske Meddelelser, XVII:2, Copenhague, Andr. Fred. Høst & Søn, 1930.